# یئورگیوس آندریانوپولوس
یئورگیوس آندریانوپولوس (انگلیسی: Georgios Andrianopoulos؛ مه ۱۹۰۳ – ۲۴ فوریه ۱۹۸۰) بازیکن فوتبال اهل یونان بود.
از باشگاه‌هایی که در آن بازی کرده‌است می‌توان به باشگاه فوتبال المپیاکوس اشاره کرد.
وی همچنین در تیم ملی فوتبال یونان بازی کرده‌است.